# Yuka Mamiya
Yuka Mamiya (3 de abril de 1990) é uma basquetebolista profissional japonesa.

## Carreira
Mamiya integrou a Seleção Japonesa de Basquetebol Feminino nos Jogos Olímpicos Rio 2016, que terminou na oitava posição.